# Rudolf Vanmoerkerke
Rudolf Vanmoerkerke (Oostende, 7 oktober 1924 – 4 december 2014) was een Belgisch ondernemer in de reissector en basketbalbestuurder. Zijn bijnaam luisterde "Mister V."

## Biografie
Rudolf Vanmoerkerke was actief in de reissector, waar hij in 1953 startte met de vervoersonderneming West Belgium Coach Company. Met deze busmaatschappij vervoerde hij voornamelijk Britse toeristen. In 1968 kocht hij de andere eigenaars van touroperator Sunair uit, die een vooraanstaande rol vervulde in de Belgische reissector. In 1974 wordt Sunair omgedoopt tot Sun International. Vanmoerkerke bezat 45% van de holding. In 1976 startte hij chartermaatschappij Air Belgium en in 1984 trok Sun International naar de beurs. In 1987 opende hij in Oostduinkerke het eerste Sunparks-bungalowpark. Later volgden ook vakantieparken in De Haan, Mol en Vielsalm. In 1997 verkocht Sun International zijn touroperatoractiviteiten en Air Belgium aan het Britse Airtours Plc. nadat de holding verlieslatend werd. Zijn zoon Mark Vanmoerkerke nam Sunparks over.
Hij was tevens kunstverzamelaar en bezat werken van James Ensor, Léon Spilliaert en Constant Permeke.

### Basketbal
Als sponsor ging Vanmoerkerkes aandacht vooral naar het basketbal in Oostende. Hij werd hoofdsponsor van en de drijvende kracht achter de BC Oostende, een fusieploeg van eersteklasser VGO met vierdeklasser ASO-WBC, die in de sportwereld kortweg Sunair werd genoemd. Hij was voorzitter van 1970 tot 2001, de periode waarin de club negen landstitels en tien nationale bekers behaalde.
In oostende bevindt zich de Mr. V-Arena, die naar hem vernoemd is. 